# Taylor Beck
Taylor Beck (ur. 13 maja 1991 w St. Catharines) – kanadyjski hokeista, reprezentant Kanady.

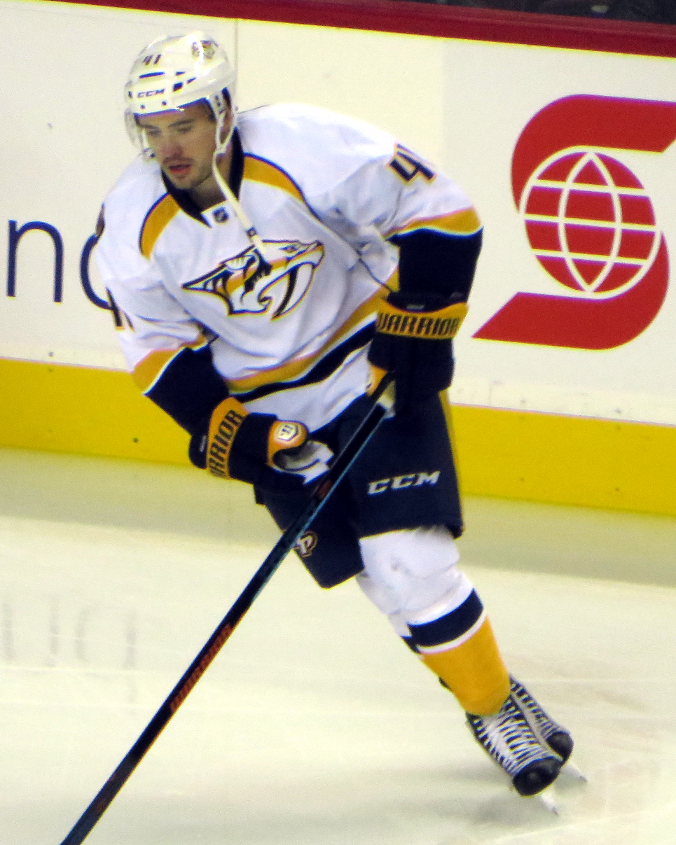
Taylor Beck w barwach Nashville Predators (2014)

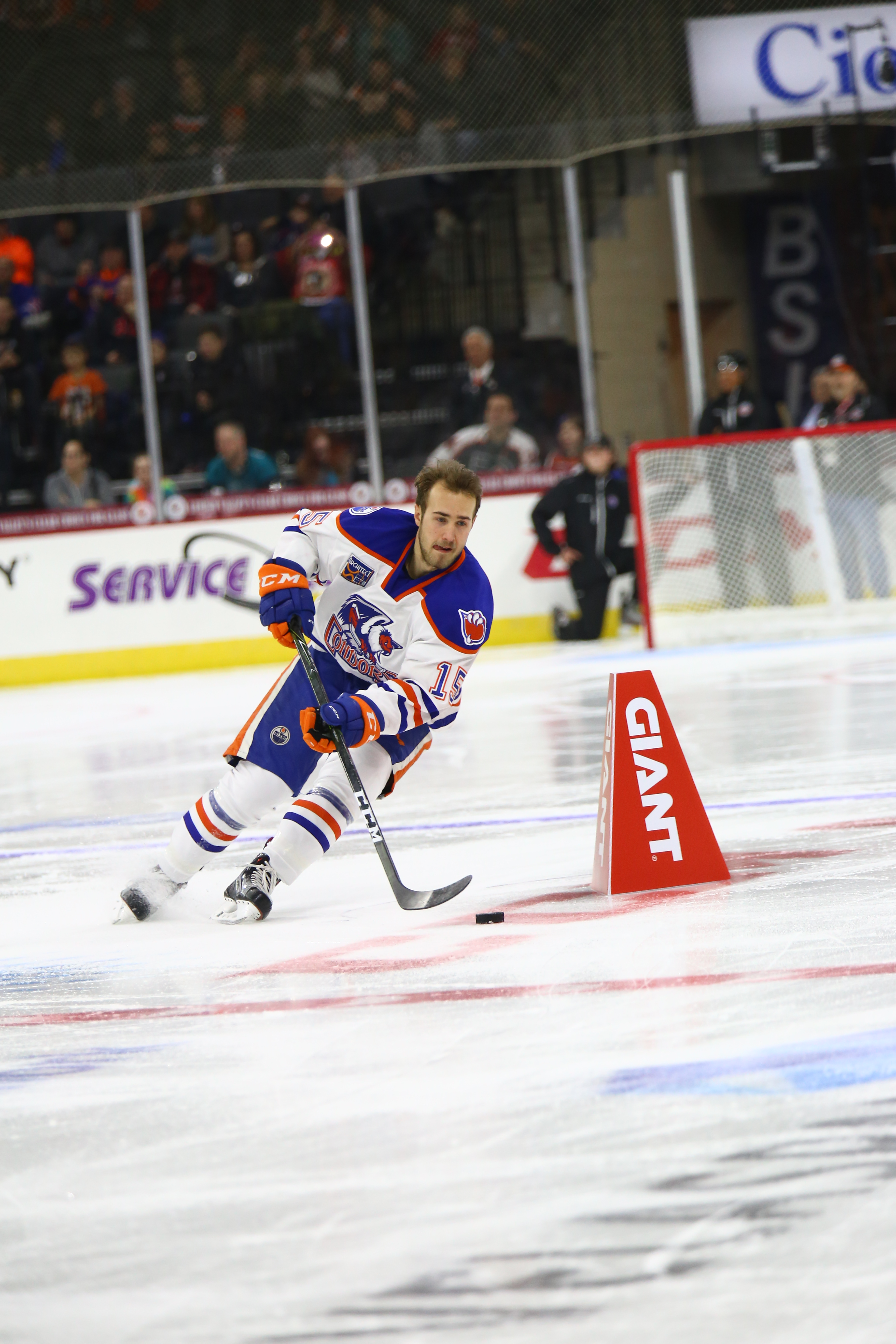
Taylor Beck podczas gry w AHL (2017)

## Kariera
- Niagara Falls Thunder U16 AAA (2006-2007)
- Guelph Storm (2007-2011)
- Milwaukee Admirals (2011-2014)
- Nashville Predators (2013-2015)
- New York Islanders (2015)
- Bridgeport Sound Tigers (2015-2016)
- San Antonio Rampage (2016)
- Edmonton Oilers (2016)
- Bakersfield Condors (2016-2017)
- New York Rangers (2017)
- Hartford Wolf Pack (2017)
- Awtomobilist Jekaterynburg (2017)
- Kunlun Red Star (2017-2018)
- Awangard Omsk (2018-2020)
- Mietałłurg Magnitogorsk (2020-2021)
- Dynama Mińsk (2021-2022)
- Sibir Nowosybirsk (2022-)

Od 2007 przez cztery sezony do 2011 występował w juniorskich rozgrywkach OHL w ramach CHL. W drafcie NHL z 2009 został wybrany przez Nashville Predators. Był zawodnikiem tego klubu w NHL do 2015. Potem reprezentował inne kluby w tych rozgrywkach, w także podległe w AHL. W czerwcu 2017 został zawodnikiem Awtomobilist Jekaterynburg w rosyjskich rozgrywkach KHL, skąd odszedł w listopadzie 2017. Następnie przeszedł do chińskiej drużyny Kunlun Red Star w tej samej lidze i po sezonie przedłużył umowę. Pod koniec grudnia 2018 został przetransferowany stamtąd do Awangarda Omsk. W czerwcu 2020 został zaagażowany w Mietałłurgu Magnitogorsk. W czerwcu 2021 trafił do białoruskiej Dynama Mińsk. W lipcu 2022 został zaangażowany w Sibirze Nowosybirsk.

## Sukcesy
Reprezentacyjne
- Złoty medal mistrzostw świata juniorów do lat 17: 2008 z Canada Ontario U17

Klubowe
- Finał KHL o Puchar Gagarina: 2019 z Awangardem Omsk
- Srebrny medal mistrzostw Rosji: 2019 z Awangardem Omsk
- Puchar Białorusi: 2021 z Dynama Mińsk

Indywidualne
- CHL (2008/2009):
  - CHL Top Prospects Game
- OHL (2009/2010):
  - Mecz Gwiazd OHL
  - Drugi skład gwiazd
  - Jim Mahon Memorial Trophy
- AHL (2016/2017):
  - Najlepszy zawodnik miesiąca - listopad 2016
  - Mecz Gwiazd AHL
  - Pierwszy skład gwiazd
- KHL (2018/2019):
  - Pierwsze miejsce w klasyfikacji strzelców w fazie play-off: 16 asyst
  - Trzecie miejsce w klasyfikacji kanadyjskiej w fazie play-off: 20 punktów
- KHL (2022/2023):
  - Czwarte miejsce w klasyfikacji asystentów w sezonie zasadniczym: 37 asyst
- KHL (2024/2025):
  - Piąte miejsce w klasyfikacji asystentów w sezonie zasadniczym: 40 asyst